# Truxton
Truxton är ett arkadspel från 1988 som släpptes till Sega Mega Drive 1989.

## Handling
Truxton utspelar sig någonstans i rymden där man som pilot i en rymdfarkost ska försöka avstyra en fientlig armadas attacker mot en planet. Under spelets gång kan man uppgradera sin farkost med nya, effektivare vapen och utökad hastighet. Man kan också emellanåt få fler liv.
1. ↑  MobyGames, läs online, läst: 5 augusti 2024.[källa från Wikidata]